# Hyalinobatrachinae
Hyalinobatrachinae Guayasamin, Castroviejo-Fisher, Trueb, Ayarzagüena, Rada & Vilà, 2009 è una sottofamiglia di anfibi dell'ordine degli Anuri.

## Distribuzione
Le specie di questa sottofamiglia sono diffuse nelle zone tropicali del Messico e nel sud-est di Argentina e Brasile.

## Tassonomia
La sottofamiglia comprende 35 specie raggruppate in due generi:
- Celsiella Guayasamin, Castroviejo-Fisher, Trueb, Ayarzagüena, Rada, and Vilà, 2009 (2 sp.)
- Hyalinobatrachium Ruiz-Carranza and Lynch, 1991 (33 sp.)